# 宿苞兰
宿苞兰（学名：Cryptochilus luteus）为兰科宿苞兰属下的一个种。其种加词“luteus”意为“藏红花色的”。